# Edward Samuel Rogers

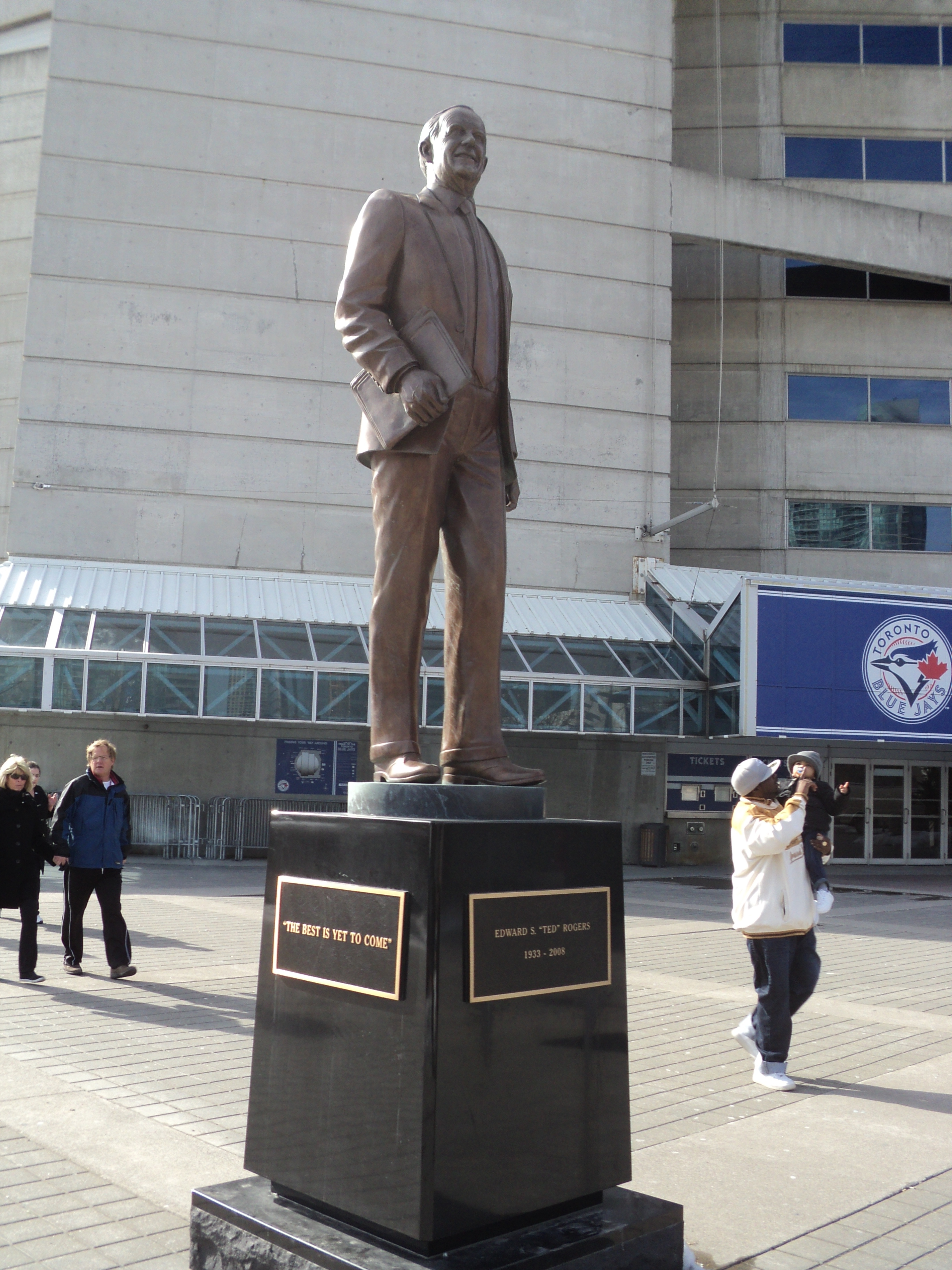
Statue von Edward Samuel „Ted“ Rogers, Jr.

Edward Samuel „Ted“ Rogers, Jr. (* 27. Mai 1933 in Toronto, Ontario; † 2. Dezember 2008 ebenda) war ein kanadischer Unternehmer und der Präsident sowie CEO von Rogers Communications. Im Hinblick auf sein Vermögen war er der fünftreichste Mann in Kanada.

## Leben und Karriere
Sein Vater Edward Samuel Rogers Sr. war der Begründer der gleichnamigen Unternehmens, das Rogers Jr. nach dem frühen Tod des Vaters mit 38 Jahren weiterführte. Mit der Neugründung einer Radio- und Fernsehgesellschaft erweiterte er das Geschäft.
Der in Toronto, Ontario, geborene Rogers ging am Upper Canada College zur Schule. Er studierte am Trinity College an der Universität Toronto und machte dort 1956 seinen Bachelor.
1960 kaufte Rogers alle Aktien der lokalen Radio Station CHFI, und 1965 ging er auch ins Kabel-Fernseher-Geschäft. Im Jahre 1969 wurde Rogers Communication gefestigt und wurde zu einem der größten Medien-Unternehmen Kanadas.
Rogers war ab dem 1. September 2000 der Besitzer des kanadischen Major-League-Baseball-Teams Toronto Blue Jays, woraufhin das Heimstadion der Blue Jays von „SkyDome“ in „Rogers Centre“ umbenannt wurde.
Rogers heiratete Loretta Anne Rogers am 25. September 1963. Mit ihr hatte er vier Kinder: Lisa, Edward, Melinda und Martha.

## Auszeichnungen
Am 25. Oktober 1995 wurde Rogers zum Offizier des Order of Canada ernannt.
2006 wurde er dann zusammen mit seinem Vater, Edward S. Rogers Sr., in der Canada's Telecommunications Hall of Fame aufgenommen.